# アイスランドの大学一覧
アイスランドの大学一覧（アイスランドのだいがくいちらん）。

## 大学

### 国立大学
- アークレイリ大学
- アイスランド大学
- アイスランド農業大学
- ホラール大学

### 私立大学
- アイスランド芸術大学
- ビフロスト大学
- レイキャビク大学

## 大学院大学
- Keilir
- REYST
- 西部フィヨルド大学センター
- 国連大学

## 廃止された大学
- RES資源学校（再生可能エネルギー科学院）
- アイスランド教育大学 - アイスランド大学と合併
- アイスランド工科大学 - レイキャビク大学と合併